# Olocuilta
Olocuilta (en náhuat, Ulukwilintal (‘tierra del gusano del olote’)) es un distrito del municipio de La Paz Oeste en el departamento de La Paz en la zona paracentral de El Salvador. Cuenta con una población de 30,989 hab. según censo del 2024 ocupando el puesto número 47 en población.

## Ubicación geográfica
En la zona para central de El Salvador encontramos el Departamento de La Paz, al que pertenece el distrito de Olocuilta.
- Límites:

En el aspecto físico Olocuilta está limitado por los siguientes municipios: al norte, por Santo Tomas y Santiago Texacuangos (Departamento de San Salvador), al este por San Francisco Chinameca, Cuyultitan; y al sur por San Juan Talpa, por el Departamento de la La Paz y San Luis Talpa del Departamento de la La Paz y al oeste, por Panchimalco (Departamento de San Salvador).
- Coordenadas:

Según el Instituto Geográfico Nacional, el municipio se encuentra ubicado entre las coordenadas geográficas: 13º 36´47” LN (extremo septentrional) y 13º 28´27” LN (extremo meridional), 89° 05´44” LWG (extremo nororiental) y 89° 09´43” LWG (extremo occidental).

## Comunicaciones
El distrito más próximo a Olocuilta es Cuyultitán, cuya cabecera municipal está situada a 4 km y se comunican a través de la carretera antigua a Zacatecoluca.
Olocuilta y Cuyultitán comparten un mismo servicio de microbuses desde el centro de la capital de San Salvador, cuya línea es la Ruta A1. También hay servicio de las rutas 131, 133 A, 133 B, 185, 302 y 495; pero no ingresan al poblado.
Hubo servicio de transporte de buses al centro de San Salvador, por la carretera antigua a Zacatecoluca, con la misma línea Ruta A1, pero la empresa quebró. La ruta fue cubierta en parte por microbuses de la ruta 21 pero actualmente ya no brindan servicio

## Toponimia
En idioma náhuat su nombre significa «Ciudad de los Gusanos Medidores», ya que proviene de “olocuil”, gusano medidor, y “ta”, ciudad (sufijo locativo). A su vez la palabra “olocuil” proviene de “olot”, olote, y “cuil”, gusano, “gusanos de olotes”, término con que se designaba a los Gusanos Medidores.

## Orografía

### Cerros
- Tehuechode. S 4 km al noroeste de la ciudad de Olocuilta, su elevación es de 680 metros
- La Ventosa.
- El Filón.

### Lomas
Loma del Infiernillo, Girón, La Nancera, del Sálamo, Chachacasno, Peña Redonda o Peñas de Mangueras, Loma de Orcoyo Loma del Gallo.

## Rocas
Predominan los tipos de: lavas dacíticas y andecíticas. Materiales piroclásticos y sedimentos volcánicos detríticos con materiales piroclásticos y corrientes de lava intercalados.

## Suelos
- Andosoles, Regosoles, Entisoles en fases de onduladas a alomadas.
- Regosoles, Aluviales, Entisoles en fases casi a nivel ligeramente inclinada *Regosoles, Latosoles, Arcillo Rojizos y Andosoles, Entisoles, Alfisoles e Inceptisoles en fases alomadas a montañosas accidentadas.

## Clima
El clima es cálido, pertenece al tipo de tierra caliente. El monto pluvial anual oscila entre 1600 y 2000 mm.

## Vegetación
La flora está constituida por bosque húmedo subtropical. Las especies arbóreas más notables son: Cedro, Ceiba, Bálsamo, Copinol, Cortez negro, Ojushte, Papaturro, Conacaste, Laurel y Morro.

## Hidrografía
Riegan el distrito los ríos: Chichigazapa o Chichicalapa, Tihuapa, El Silencio, Comalapa, Aguacula, Aguachimbo El Sauce, El Ídolo, Cacapa, Macucinapa o Cucucinapa y Orcoyo; las quebradas: Agua Zarca, Muguata, El Marroquín, Guayata, Cacapa o Juan Gómez, del Cerro, Chávez, El Cedro, Caricias, Jayuca, y La Sierpe.
- CHICHIGAZAPA O CHICHICALAPA

Nace fuera de este distrito y entra a formar parte de él, 6,2 km al noroeste de la ciudad de Olocuilta, exactamente en el lugar donde recibe las aguas del río Hoja de Sal. Corre de noroeste al sudeste hasta desembocar en el río Tihuapa. Desde que entra a este municipio, desde su desembocadura sirve de límite departamental entre San Salvador y La Paz. La longitud que recorre dentro del municipio es de 5 km.
- TIHUAPA

Nace fuera de este distrito y entra a formar parte de él, 4,7 km al norte de la ciudad de Olocuilta. Su recorrido lo hace en dos rumbos; de noreste a sudoeste desde que entra al municipio hasta donde recibe la afluencia del río Chichigazapa o Chichicalapa, de aquí cambia hacia el sur hasta salir del municipio; una gran parte de su recorriendo sirve de límite departamental a San Salvador y La Paz. Tiene como afluentes el río Chichigazapa o Chichicalapa y la quebrada Muguata. La longitud que recorre dentro del municipio es de 17 km, pero hoy por hoy dicho río se encuentra contaminado por las descargas de aguas negras previamente tratadas en la planta de tratamiento de aguas negras de la Colonia Montelimar, en el Cantón La Esperanza, jurisdicción de Olocuilta.
- COMALAPA

Nace fuera de este distrito y entra a formar parte de él, 4,1 km al norte de la ciudad de Olocuilta, exactamente en el lugar donde recibe la afluencia del río El Sauce. Su recorrido lo hace en dos rumbos, de norte a sur, desde que entra a esta jurisdicción hasta donde recibe las aguas de la quebrada El Marroquín, de aquí cambia hacia el sudeste hasta abandonar el municipio. Sirve de límite municipal entre San Francisco Chinameca y Olocuilta. Tiene como afluentes los ríos El Sauce, El Silencio y la quebrada El Marroquín, la longitud que recorre dentro de este municipio es de 5,5 km
- AGUACULA

Nace 1,2 km al sur de la ciudad de Olocuilta, con el nombre de quebrada Cupinco; corre de noroeste a sudeste desde su nacimiento hasta que abandona el municipio, en el lugar donde se encuentra la loma La Culebriada. Sirve límite municipal entre Cuyultitán y Olocuilta. La longitud que recorre dentro de este municipio es de 4 km

## Historia
Olocuilta es una de las poblaciones más arcaicas de El Salvador, pues fue fundada y habitada en los tiempos indianos por nahuas. 

### Época Colonial
En 1550 tenía unos 1,500 habitantes. El 12 de mayo de 1586 pasó por Olocuilta el padre Fray Alonso Ponce, Comisario de la Orden de San Francisco, quien califica a esta población de “buen pueblo”. Había por aquellos pueblos dice la “Relación Breve y Verdadera” gran hambre, y para remediarla algún tanto comían los indios de unas hormigas grandes que hay en aquella tierra, las cuales vio el padre Comisario, aquella madrugada en Tetzacuango (Santo Tomás), y que andaban los indios con lumbre a caza de ellas para comerlas y venderlas en los Tiangues.
Según el alcalde mayor de San Salvador don Manuel de Gálvez Corral, San Juan Olocuilta estaba habitada en 1740 por 315 indios tributarios (unas 1,575 personas) y 130 mulatos o ladinos, con cuyos vecinos se habían formado una compañía de soldados para la guarda y vigilancia de la costa.
En 1770, época de la visita canónica de Monseñor Pedro Cortés y Larraz, Olocuilta era cabecera del curato de su mismo nombre, con los pueblos anejos de San Juan Talpa y Santa Catarina Cuyultitán. La población total del curato era alrededor de 3,800 habitantes y solo en la cabecera habitaban más de 2,000.
A pesar de ser Olocuilta una población de importancia, no había escuela; pero sus habitantes hablaban el castellano, “aunque por accidente dijo a su Señoría el Cura Párroco don Manuel Antonio de Andonaeguí, se oye hablar en el primitivo idioma mexicano, que es el náhuatl.
Este curato servía la parroquia desde 1762 o 1763 y el señor arzobispo lo describe como “hombre vano, satisfecho y poco cuidadoso de su oficio”. Contra él, agrega Cortés y Larraz, “dieron memoriales (quejas) algunos principales del pueblo, que fueron como cuatro y en asuntos de la mayor consideración, pues entre ellos eran: haber dejado de dar los Sacramentos a cuatro (personas) en el artículo de la muerte, por estar en una hacienda; y haberse ausentado en tiempo de la Cuaresma a la ciudad de San Salvador, en donde permaneció muchos meses, sin haber dejado coadjutor, ni quien asistiera a la Parroquia.
El Ilmo. Arzobispo agotó los medios para comprobar los cargos, pero le fue imposible lograrlo, ya que todos los testigos daban respuestas falsas sugeridas por el cura Andonaegui, quien previamente hizo salir del pueblo a los autores de los memoriales.
Un suceso de importancia eclesiástica tuvo efecto en la Iglesia parroquial de Olocuilta el 16 de abril de 1767, pues en tal fecha fue ordenado sacerdote, el prócer de la Independencia Nacional Presbítero Nicolás Aguilar.
En 1786 se creó la Intendencia de San Salvador y uno de sus quince partidos fue el de Olocuilta, que además de la cabecera, comprendía los pueblos de Cuyultitán, San Antonio Mazahuat, San Francisco Chinameca, San Juan Tepezontes, San Miguel Tepezontes, San Pedro Mazahuat, San Juan Talpa, así como las aldeas El Rosario, San Luis Talpa y Analquito (Santa Cruz, hoy pueblo del Departamento de Cuzcatlán).
Según el intendente don Antonio Gutiérrez y Ulloa, en 1807 habitaban en el partido de Olocuilta: 88 españoles, 6,555 indios y 2,131 mulatos o ladinos, y aunque no indica la población relativa al pueblo de Olocuilta, apunta que sus vecinos se distinguen “en la fabricación de sombreros de palma, cestillas de todos colores y tejidos regulares de algodón, con cuyo comercio en lo interior de esta Provincia y la de Comayagua se proveen y adquieren lo necesario”.
El 11 de octubre de 1809 fue nombrado don Julián Romero teniente subdelegado en el partido de Olocuilta, y por esta época, el presbítero Serapio Sánchez era el cura párroco.

### Pos-independencia
Don Guillermo Dawson dice que “Obtuvo el título de villa en 1852”, pero no hay ningún documento justificativo al respecto, pues en el Decreto Legislativo de 21 de febrero de ese año, que creó el departamento de La Paz, no se hace la menor alusión.
Un autor más antiguo y autorizado, el presbítero Isidro Menéndez, dice: “De la vida de Olocuilta no se encuentra ninguna disposición de cuando fue erigida en tal”, pero sí, ya gozaba de este rango desde mucho antes de 1854, año en que escribió esa frase el autor indicado, lo que pone de manifiesto que su titulación de villa ocurrió en los principios de la Época Federal, por 1824.
El 27 de febrero de 1833, entre esta villa y la hacienda Comalapa, el indio Anastasio Aquino derrotó a un destacamento de fuerzas gobiernistas mandando por el Mayor Cruz Cuellar y el Coronel José Antonio Parada.
Olocuilta perteneció de 1824 (12 de junio) a 1835 (22 de mayo) al Departamento de San Salvador; de 1835 (22 de mayo) a 1836 (9 de marzo) al Departamento de Cuzcatlán; y de 1836 (9 de marzo) a 1839 (19 de marzo) al Distrito Federal.
La Villa de Olocuilta perteneció de 1839 (19 de marzo) a 1842 (5 de abril) al Departamento de La Paz; de 1842 (5 de abril) a 1845 al departamento de San Salvador; de 1845 a 1847 (15 de marzo) al Departamento de La Paz; y de 1847 (15 de marzo) a 1852 (21 de febrero) al Departamento de San Salvador. A partir de esta última fecha ha sido población del Departamento de La Paz.
Por Ley de 15 de marzo de 1847, se anexó a su distrito el pueblo de Santiago Nonualco y por Ley del día siguiente, se erigió en pueblo la aldea de El Rosario, de su jurisdicción.
El primero de estos pueblos se reincorporó en el distrito de Zacatecoluca por Ley del 6 de marzo de 1854.
En el informe de mejoras materiales del departamento de La Paz hecho en el 16 de mayo de 1854, el gobernador José Rafael Molina tomó nota de que se estaba trabajando un cementerio de pared de adobe con un cuadro de 70 varas el cual, según el informe de la municipalidad, estará concluido dentro del mes.
En un informe estadístico de Olocuilta, de 28 de abril de 1859, se consigna que su población es de 1,472 habitantes, alojados en 60 casas de teja y 323 de paja, y que sus dos edificios más grandes son la Iglesia y el Cabildo.
Por el año de 1860 o 1861, se suprimió en Olocuilta el Juzgado de 1º de Instancia, que funcionó durante un lapso considerable.
Fue afectado por el terremoto del 19 de marzo de 1873 de 7.3 grados de richter que destruyó a San Salvador.
Pero por Ley del 24 de febrero de 1874, en vista que una sola judicatura, la de Zacatecoluca, no podía atender 22 municipios, se erigió nuevamente Olocuilta en distrito judicial. En 1890 tenía 3,170 habitantes.
No se ha podido encontrar el documento por el cual la villa de Olocuilta fue ascendida a la categoría de ciudad; pero este suceso debió acaecer después de 1914, pues el Doctor Santiago Ignacio Barberena, en sus “Monografías Departamentales”, le da el título de villa.